# Сергеј Петухов
Сергеј Александрович Петухов (рус. Сергей Александрович Петухов; СССР, 22. децембар 1983) је руски атлетичар, чија је специјалност дисциплина трчање на 400 метара. Члан је АК Динамо из Сент Петербурга.

## Спортска биографија
У почетку каријере поред трке на 400 метара, такмичио се и у троскоку, где је 2005. постигао исти резултат 15,53 у дворани и на отвореном.
У 2010, постао је део руске штафете 4 х 400 метара, за коју је трчао у квалификацијама Европског првенства 2010. у Барселони, а у финалну без Петухова штафета је освојила прво место. Годину дана касније прво је победио на националном првенству у дворани, а са штафетом је заузео четврто место на Европском првенству у дворани у Паризу. Исти пласман штафета је постигла и 2012. на Светском првенству у дворани у Истанбулу.
Постизање личног рекорда 24. јула 2013. у Москви, од 45,97 сек. омогућило му је да буде члан руске штафете 4 х 400 м на Светском првенству 2013. у истом граду. Штафета је трчала у саставу: Максим Дилдин, Лав Мосин, Сергеј Петухов и Владимир Краснов и освојила бронзану медаљу са 2:59,90 иза штафета САД и Јамајке.